# Município de Malaga (condado de Monroe, Ohio)
O município de Malaga (em inglês: Malaga Township) é um município localizado no condado de Monroe no estado estadounidense de Ohio. No ano de 2010 tinha uma população de 1.062 habitantes e uma densidade populacional de 13,96 pessoas por km².

## Geografia
O município de Málaga encontra-se localizado nas coordenadas 39° 50′ 29″ N, 81° 09′ 26″ O. Segundo a Departamento do Censo dos Estados Unidos, o município tem uma superfície total de 76.1 km², da qual 75,88 km² correspondem a terra firme e (0,29 %) 0,22 km² é água.

## Demografia
Segundo o censo de 2010, tinha 1.062 habitantes residindo no município de Málaga. A densidade populacional era de 13,96 hab./km². Dos 1.062 habitantes, o município de Málaga estava composto pelo 99,44 % brancos, o 0,09 % eram afroamericanos, o 0,09 % eram asiáticos e o 0,38 % eram de uma mistura de raças. Do total da população o 0,47 % eram hispanos ou latinos de qualquer raça.